# Ley de ajuste agrícola (Alemania)
La Ley de Ajuste Agrícola (en alemán: Landwirtschaftsanpassungsgesetz, abreviado LwAnpG) del 29 de junio de 1990 regula el principio de reparto de la propiedad entre los miembros de las cooperativas de producción agrícola y las cooperativa o sea las empresas sucesoras después de la disolución de la República Democrática Alemana.
- Datos: Q1262234